# Le Domino noir
Personnages
- Angèle de Olivarès, 'une religieuse novice' (soprano)
- Horace de Massarena, 'un jeune noble espagnol' (ténor)
- Brigitte de San Lucar, 'une religieuse novice et confidente d'Angèle' (soprano)
- Comte Juliano, 'ami de Horace' (ténor)
- Jacinthe, 'gouvernante de Juliano' (alto)
- Gil Perez, 'amoureux de Jacinthe' (basse)
- Ursule, 'une autre religieuse' (soprano)
- Lord Elfort, 'attaché à l’ambassade d’Angleterre' (baryton)
- Gertrude, 'sœur tourière du couvent' (alto)

Airs
- Air d'Angèle « Je suis sauvée enfin » - Acte III

Le Domino noir est un opéra-comique en trois actes de Daniel-François-Esprit Auber, sur un livret d'Eugène Scribe, créé le  2 décembre 1837 par l'Opéra-Comique au premier Théâtre des Nouveautés (Paris).  

À la première, le critique et compositeur Hector Berlioz jugea positivement cette œuvre : 

« M. Auber a écrit sur cette pièce tant soit peu risquée et invraisemblable, mais vive et amusante, une de ses plus jolies partitions. [...]  Somme toute, cependant, le succès de cet ouvrage est réel et mérité, il sera aussi, nous l'espérons, lucratif et durable. »

L’œuvre restera comme le plus grand succès populaire d’Auber avec plus de mille représentations au cours du XIXe siècle.

## Argument
À Madrid, 

### Acte I
(14 scènes)
Un bal masqué se déroule dans les appartements de la reine d'Espagne pour les fêtes de Noël. Dans un petit salon, Lord Elford, attaché à l’ambassade d’Angleterre, discute avec le comte Juliano de l’argent qu’il vient de perdre au whist contre son ami Horace. Lord Elford soupçonne de plus que sa femme s’est entichée de ce dernier.

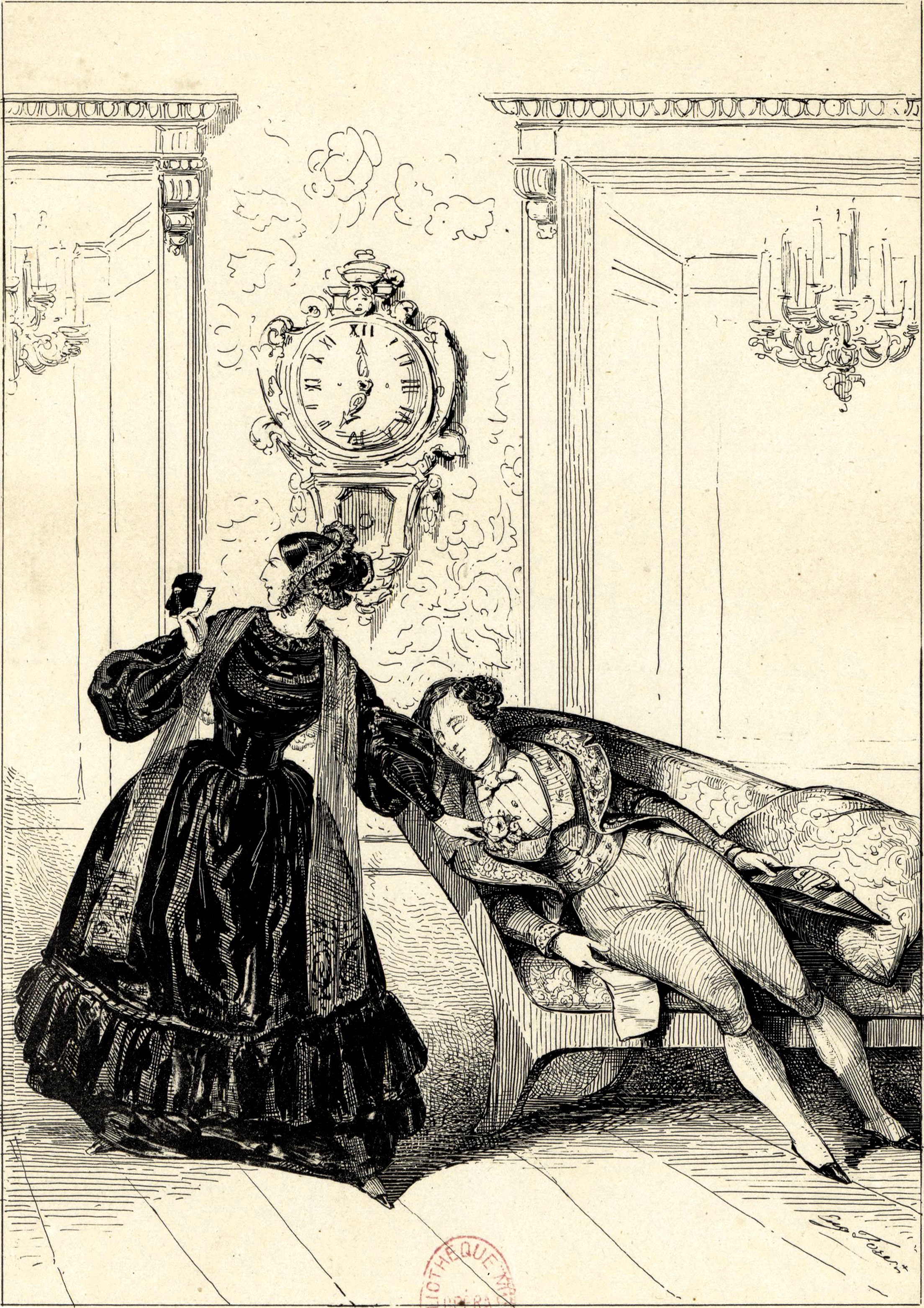
Acte I - Horace fait semblant de dormir.

Horace de Massarena, secrétaire à l’ambassade d’Espagne, est promis à un beau mariage, mais il ne peut s’y résoudre, car il a une passion secrète qu’il a rencontré une seule fois, l’année passée à cette même fête. Il ne connaît même pas le nom de cette personne (quoiqu’elle lui ait toutefois signé un billet du pseudonyme « le Domino noir ») et lui doit sa place à l’ambassade.
Horace, feignant le sommeil dans un canapé, à la chance de retrouver celle qu’il attend. Angèle et son amie Brigitte, masquées, viennent effectivement d’entrer dans la pièce. Elles comptent profiter de la fête jusqu’à minuit, heure à laquelle elles partiront. Angèle reconnaît Horace sur le canapé, son cavalier si galant de l’année passée.
Lorsque Juliano revient dans la pièce, Horace se lève brusquement. Juliano emporte Brigitte pour une danse et laisse Horace avec son inconnue. Ce dernier lui déclare sa flamme et se déclare prêt à renoncer pour elle au mariage qu’on lui promet. Angèle reste mystérieuse et déclare qu’elle n’est pas disponible pour lui.
Lord Elford revient dans la pièce. Voyant Horace avec une femme masquée, il soupçonne alors qu’il s’agit de sa propre femme. Il l’enlève le temps d’une danse.Pendant ce temps, Juliano et Horace complotent pour séparer Angèle et Brigitte. Ils avancent les aiguilles de l’horloge de la pièce jusqu’à minuit. Brigitte, lorsqu’elle voit cela s’enfuit, laissant Juliano qui n’y était pas indifférent.
Lord Elford revient énervé : depuis qu’il a vu le mouchoir aux armes de la famille de sa femme (de Olivarès) sur la personne masquée, il pense réellement que le domino noir est sa femme et il rentre précipitamment chez lui pour vérifier l'absence de sa moitié qui est censée être malade.
Horace rencontre à nouveau Angèle qui lui assure qu’elle n’est pas mariée. Des horloges se mettent à sonner minuit, Horace avoue qu’il a éloigné Brigitte et Angèle fuit sans permettre à Horace, désolé, de la suivre.

### Acte II
(13 scènes)
Salle à manger de Don Juliano, Jacinthe, sa gouvernante se plaint de son emploi chez ce mauvais sujet. Elle avait prévu un réveillon avec Gil Perez, son amoureux, qui doit être annulé. En effet, Juliano souhaite réveillonner chez lui avec une demi-douzaine d’amis. Elle voit soudain apparaître une silhouette noire masquée et prend peur. C’est Angèle qui, fuyant le bal masqué, cherche un asile jusqu’au matin. Affolée, elle soudoie Jacinthe qui la fait passer pour sa nièce dont l’arrivée était prévue prochainement. Gil Perez, économe et concierge du couvent des Annonciades, arrive à son tour. Ne souhaitant pas retourner au couvent, il compte se faire cuisinier pour la soirée.
Juliano, Horace et d’autres seigneurs entrent en chantant. Angèle, déguisée en paysanne aragonaise, fait sensation par sa beauté, puis assure le service. Horace est troublé et Angèle ne l’est pas moins.
Horace et Juliano discutent des événements de la soirée : le Domino noir n’était donc pas la femme de Lord Elford, puisque celui-ci l’a trouvée chez lui en rentrant. Horace a tenté de suivre son amour dans les rues, mais l’a perdue de vue. Il n’a trouvé qu’un bracelet précieux qu'elle a perdu. Or celui-ci appartiendrait à la Reine elle-même !
Pour se faire excuser une assiette cassée, Angèle chante un air Aragonais. Celui-ci affole les seigneurs qui réclament un baiser à la belle. Cette dernière demande l’aide d’Horace qui la reconnaît alors. L’arrivée de Jacinthe et l’annonce du punch fait migrer les fêtards dans une salle de jeu voisine. En tête à tête, Horace se dénonce à Angèle. Il promet de la protéger contre la vérité et l’enferme pour cela dans la chambre de Jacinthe.

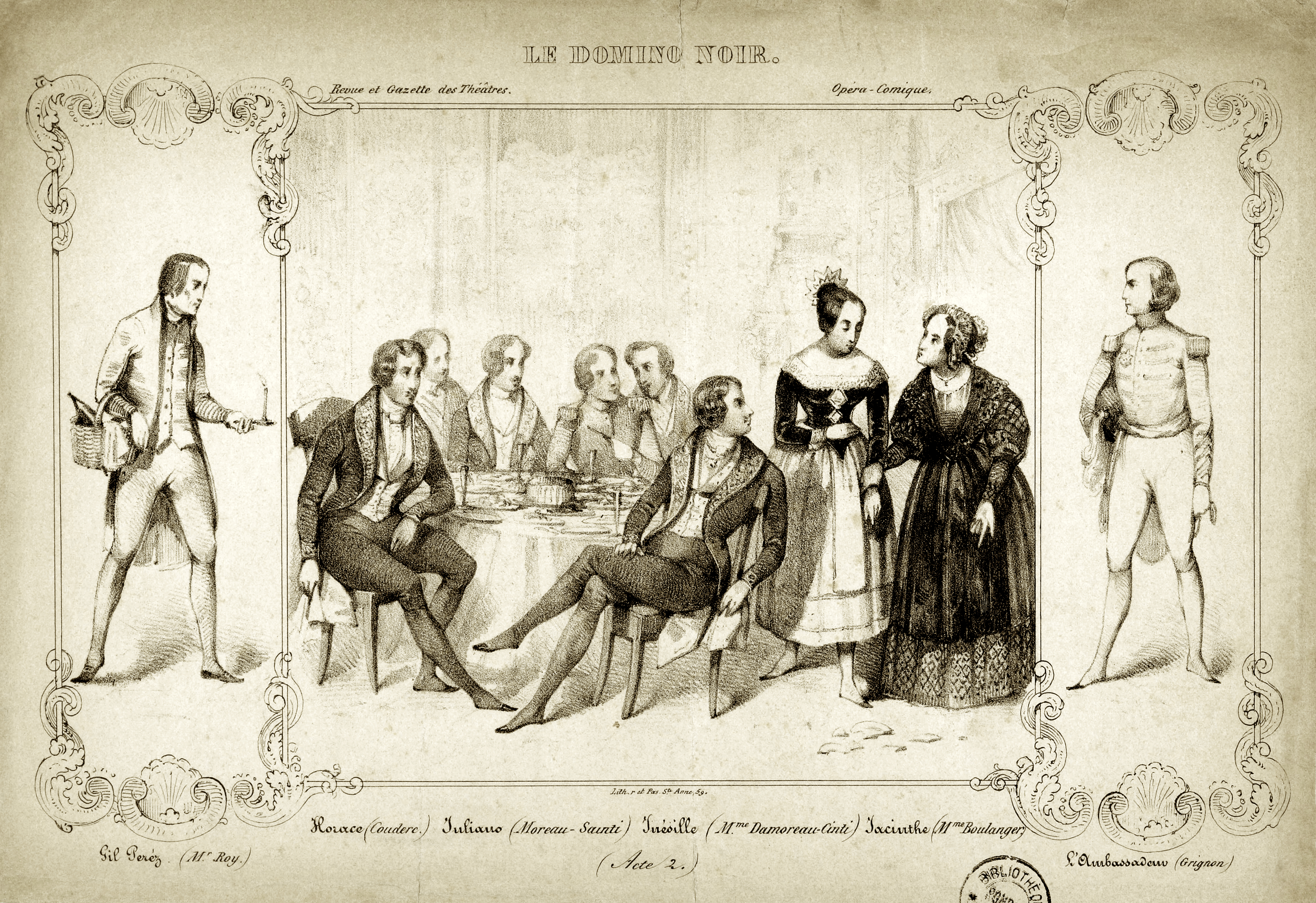
Acte II - Chez Juliano.
De gauche à droite : Gil Perez, Horace, les seigneurs, Juliano, Angèle (déguisée), Jacinthe et Lord Elfort

Sur ce, Lord Elfort arrive. S’il est rassuré de la vertu de son épouse, il est furieux car une danseuse à qui il avait acheté un cadeau de Noël n’est pas chez elle. Horace se prend à penser que le domino noir, la domestique aragonaise et la danseuse ne pourrait faire qu’une. Tous passent dans la salle de jeu.
Gil Perez compte bien se régaler des restes du repas, il cherche Jacinthe. Comme il a la clef de sa chambre, il y pénètre, mais tombe sur un Domino noir qu’il prend pour un fantôme. Angèle reconnaît le concierge du couvent et profite de sa frayeur pour lui prendre ses clefs – celles du couvent et celles de la chambre. Jacinthe entre alors dans la pièce. Angèle se sauve alors juste après avoir enfermé Gil et Jacinthe dans la chambre. Enfin, Horace revient ouvrir la chambre et trouve Gil et Jacinthe en lieu et place de son aimée. Les seigneurs qui viennent le surprendre rient beaucoup de l’aventure et, après le témoignage des deux enfermés, tous pensent à un tour du démon.

### Acte III
(14 scènes)
Au parloir du couvent des Annonciades, la plus riche des abbayes de Madrid, Brigitte se désole de l’absence d’Angèle et leur imprudence. Encore novice (mais cousine de la reine), Angèle doit devenir abbesse du couvent dès qu’elle aura pris le voile. Pour le poste d’abbesse, Angèle a une rivale en la personne de sœur Ursule qui est également de noble famille et soutenue à la cour. Le moindre scandale pourrait entacher la réputation du couvent et discréditer Angèle.
Avant les matines, Brigitte et Ursule échangent avec acrimonie. Épuisée, Angèle entre enfin. Elle doit prononcer ses vœux le jour même mais, elle avoue à son amie suivre sans entrain l’ordre de la reine. Les nonnes se rassemblent. Gil Perez, le concierge dépourvu de clefs, est surpris par la sœur tourière à la porte du couvent. Angèle lui pardonne sa sortie nocturne et les nonnes – à part Ursule- louent son indulgence.
Horace de Massarena se présente au parloir du couvent, tandis que les nonnes partent pour les matines. Il rencontre la sœur tourière qui le fait patienter. Horace souhaite rendre visite à sa promise - mademoiselle Brigitte de San-Lucar - qui est également présente dans ce couvent. En attendant l’abbesse, il se retrouve seul et il est troublé par les chants de religieuses. Il souhaite l’intervention de l’abbesse pour annuler le projet de mariage. À cette dernière - qui contrefait sa voix - il se déclare fou, tout obsédé qu’il est par son mystérieux domino noir. Il lui semble même encore entendre sa voix ! Horace se retire non loin.
Après les matines, les invités pour les vœux d'Angèle commencent à arriver (Juliano, Elfort, San-Lucar…). Sœur Ursule vient parler à Angèle et lui remet une ordonnance scellée des armes de la reine. Des intrigues de cour ont fait changer la reine d’avis et ce sera Ursule la future abbesse du couvent des Annonciades. Ursule exulte et Angèle, à qui la reine ordonne de prendre un époux, annonce à tous son intention de choisir Horace qui n’en croit pas son bonheur.

## Histoire des productions en France et à l'étranger
La première représentation de l'œuvre hors de France eut lieu au Royaume-Uni le 16 février 1838 à la Royal Opera House, Covent Garden. 
En 1869, Tchaïkovski écrivit les récitatifs pour remplacer les dialogues parlés présents dans l'œuvre originale pour une compagnie italienne qui aurait dû mettre en scène Le Domino noir en Russie: la tournée ne se réalisa pas, mais quatre des récitatifs ont été enregistrés dans la version de l'opéra dirigée par Richard Bonynge. 
En 1891, la Carl Rosa Opera Company donna Le Domino noir au Royal Theater de Glasgow et au Royal Lyceum Theater d'Édimbourg dans la traduction d'Henry Chorley.
Au XXIe siècle, l'opéra a été représenté en 2003 au Teatro Malibran pour le Teatro La Fenice de Venise avec Veronica Cangemi et Filippo Morace/Bruno Praticò. En 2018, l'Opéra-Comique de Paris et l'Opéra Royal de Wallonie ont coproduit une version de l'œuvre mise en scène par Christian Hecq et Valérie Lesort.

## Acteurs et costumes de la première représentation
| Rôle                  |                                     |
| --------------------- | ----------------------------------- |
| Angèle de Olivarès    | Laure Cinti-Damoreau                |
| Brigitte de San Lucar | Mlle Berthaut                       |
| Horace de Massarena   | Joseph-Antoine-Charles Couderc (en) |
| Comte Juliano         | Théodore-Étienne Moreau-Sainti      |
| Jacinthe              | Mme Boulanger                       |
| Gil Perez             | Roy                                 |
| Ursule                | Thérèse Olivier                     |
| Lord Elfort           | Honoré Grignon                      |
| Gertrude              | Mme Roy                             |

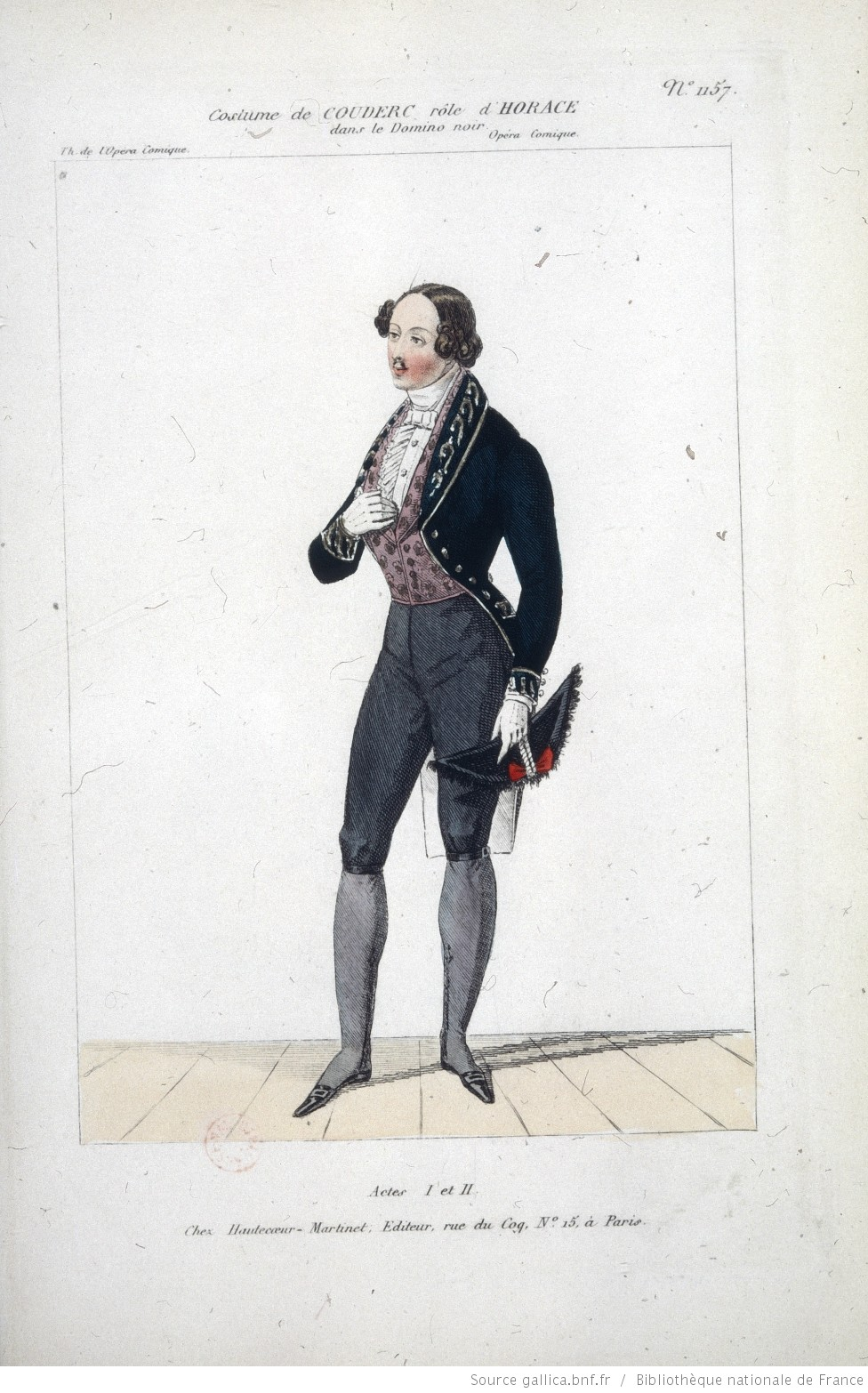
Horace
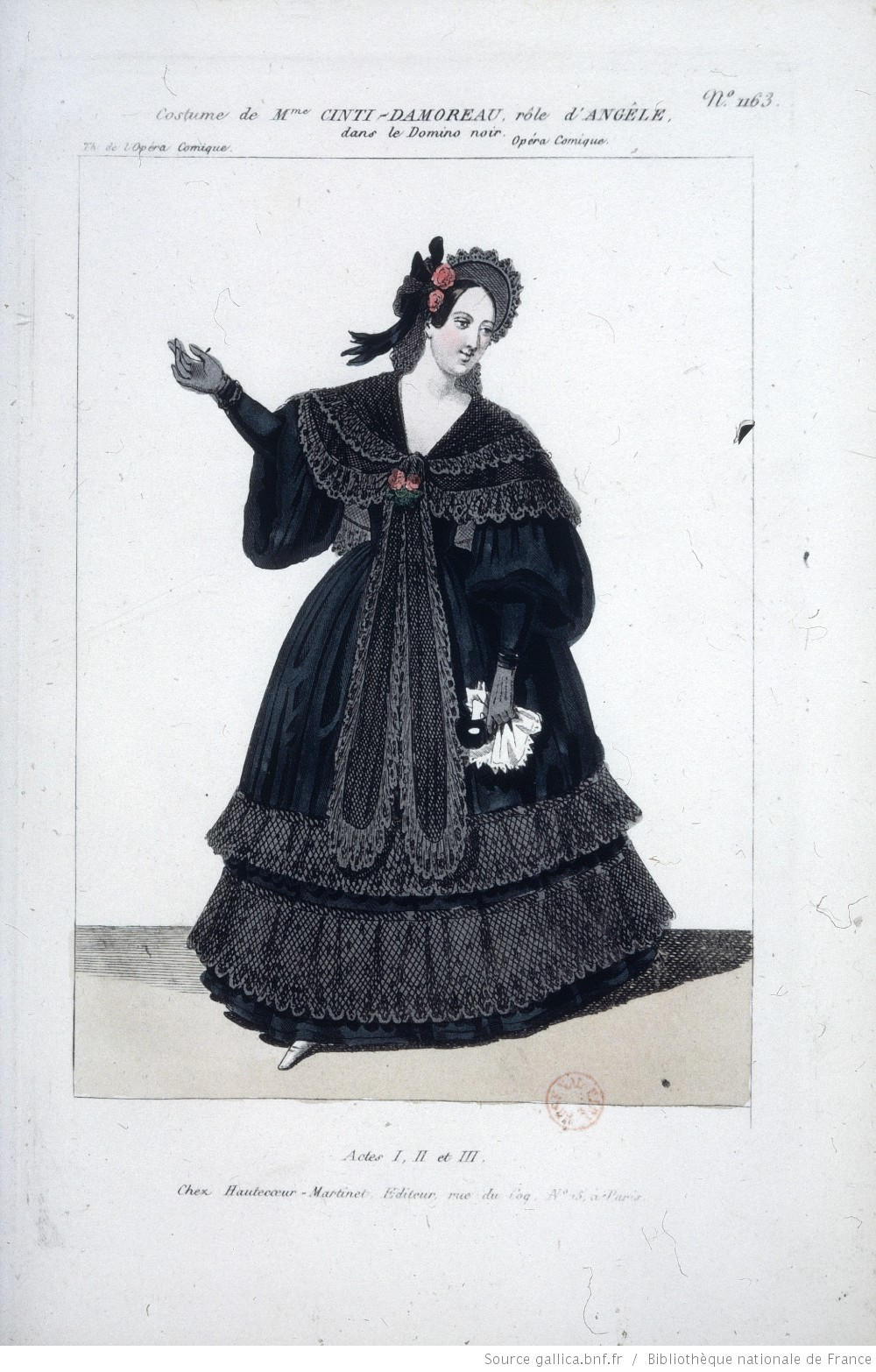
Angèle (acte 1)
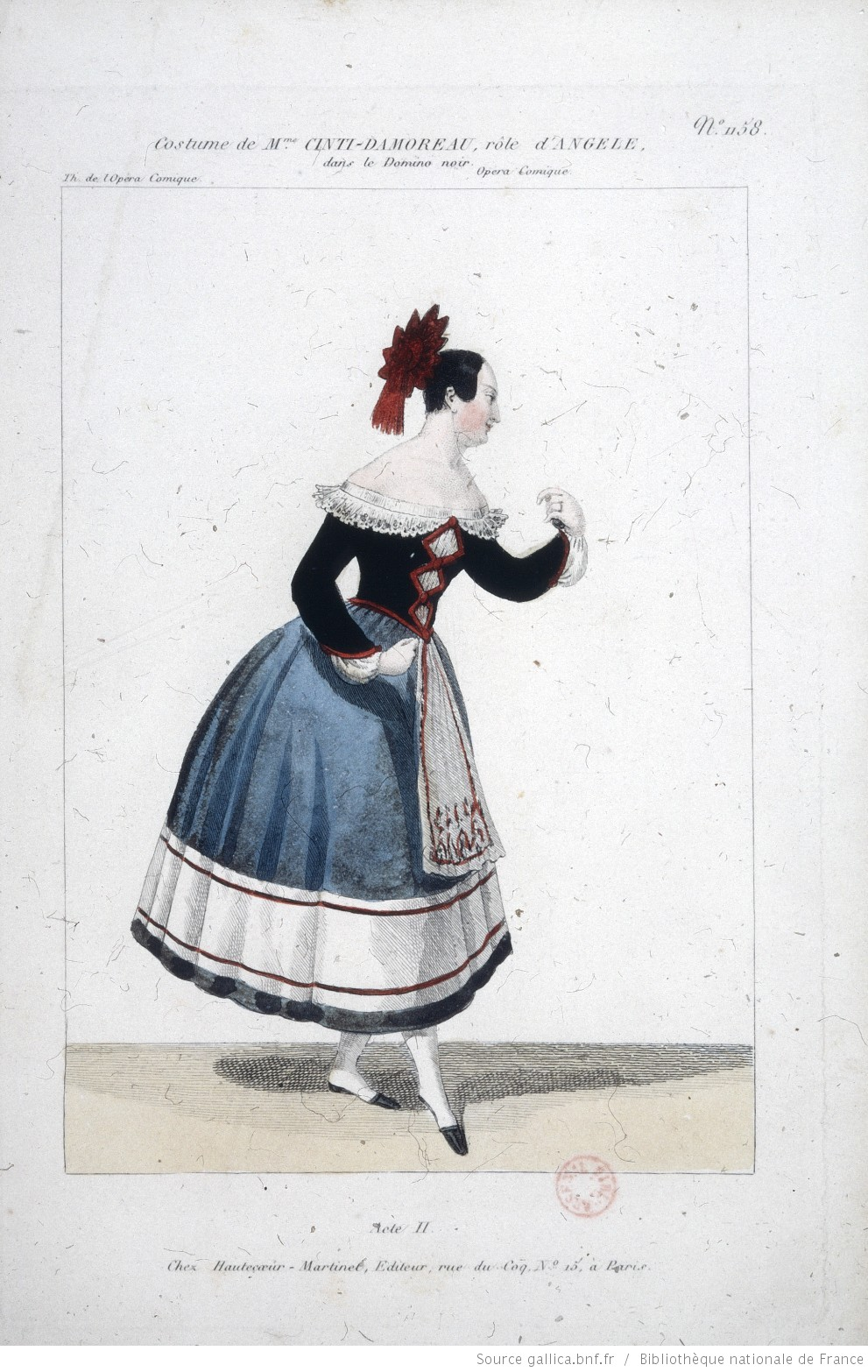
Angèle (acte 2)
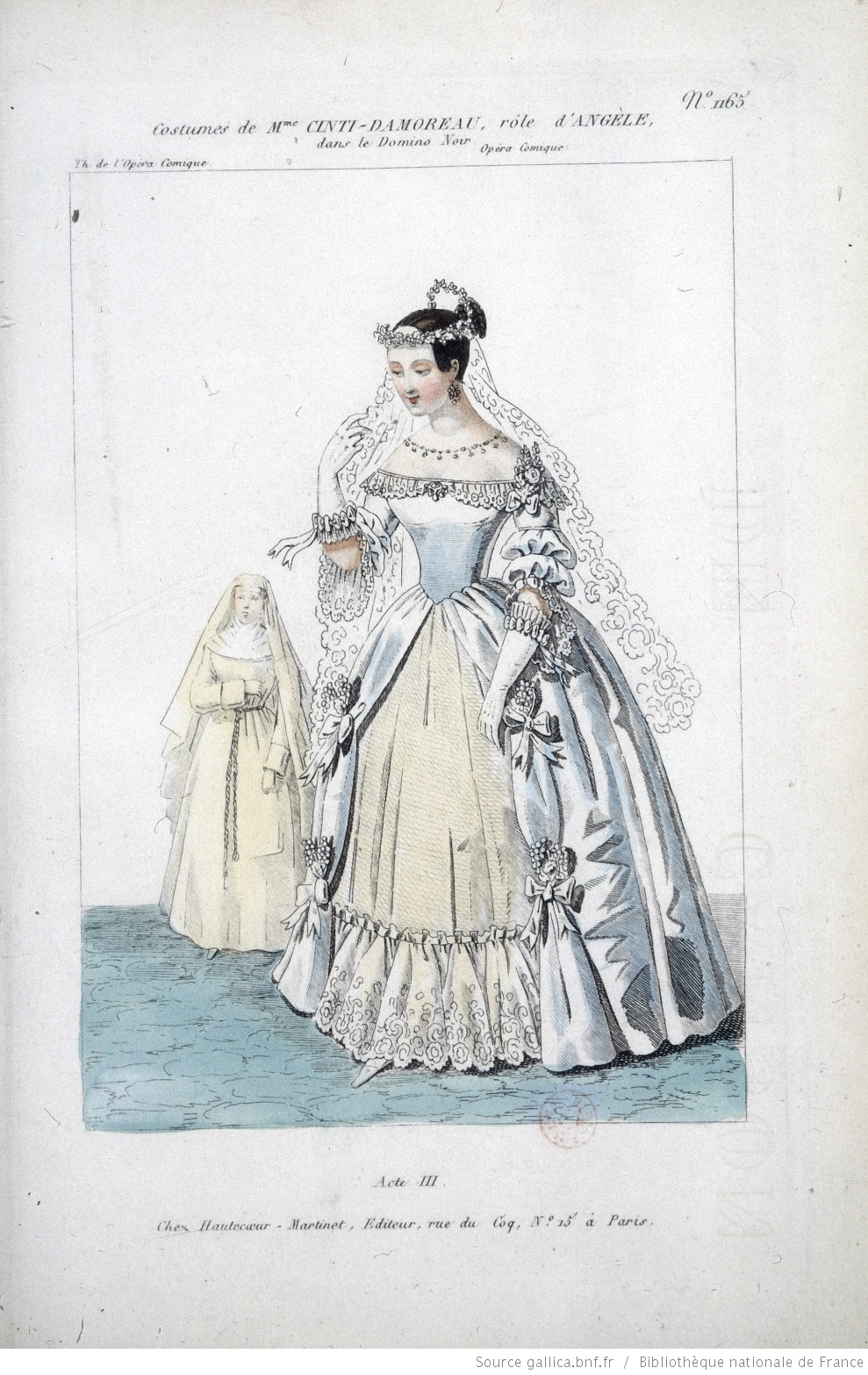
Angèle (acte 3)
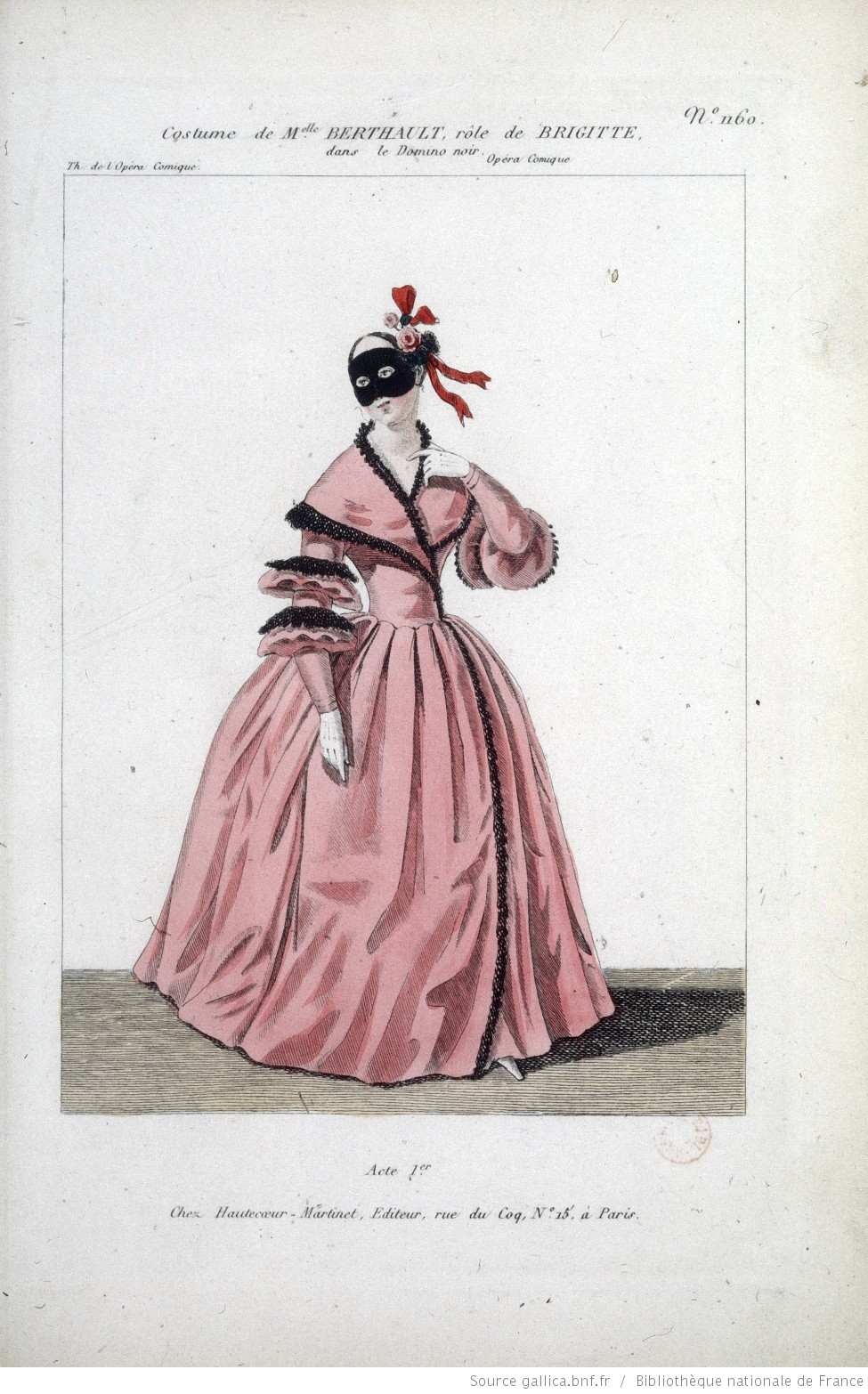
Brigitte
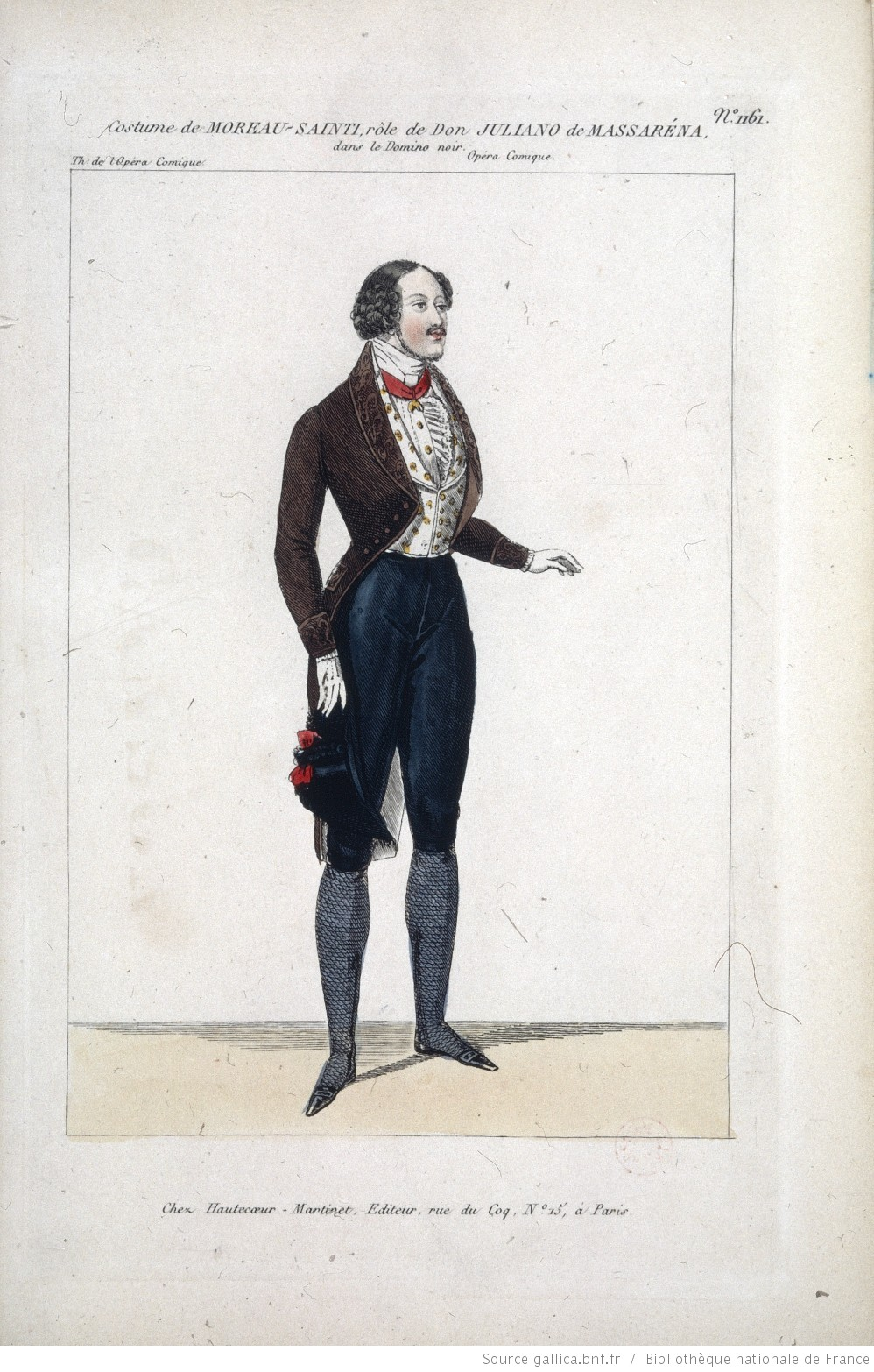
Don Juliano
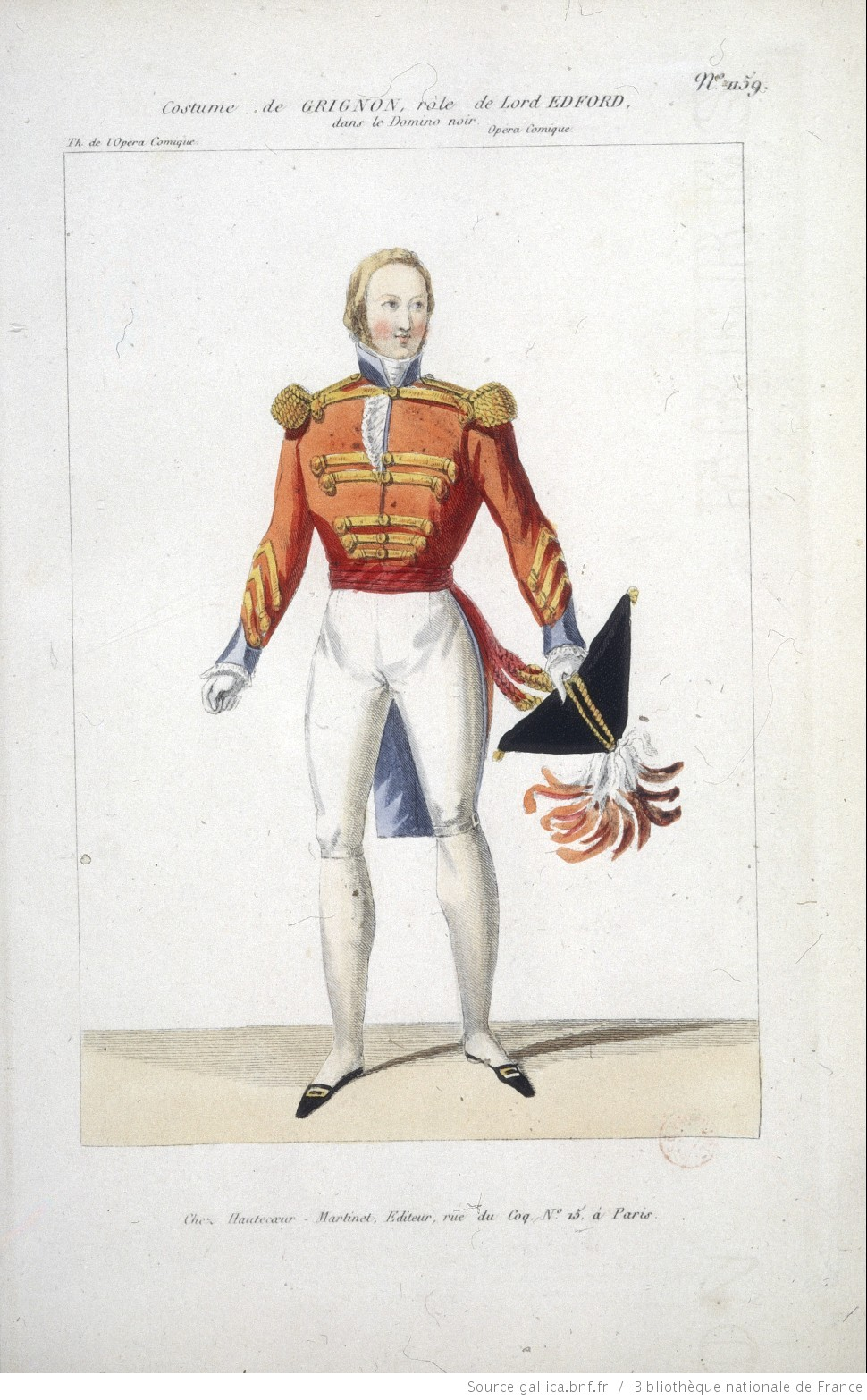
Lord Elfort
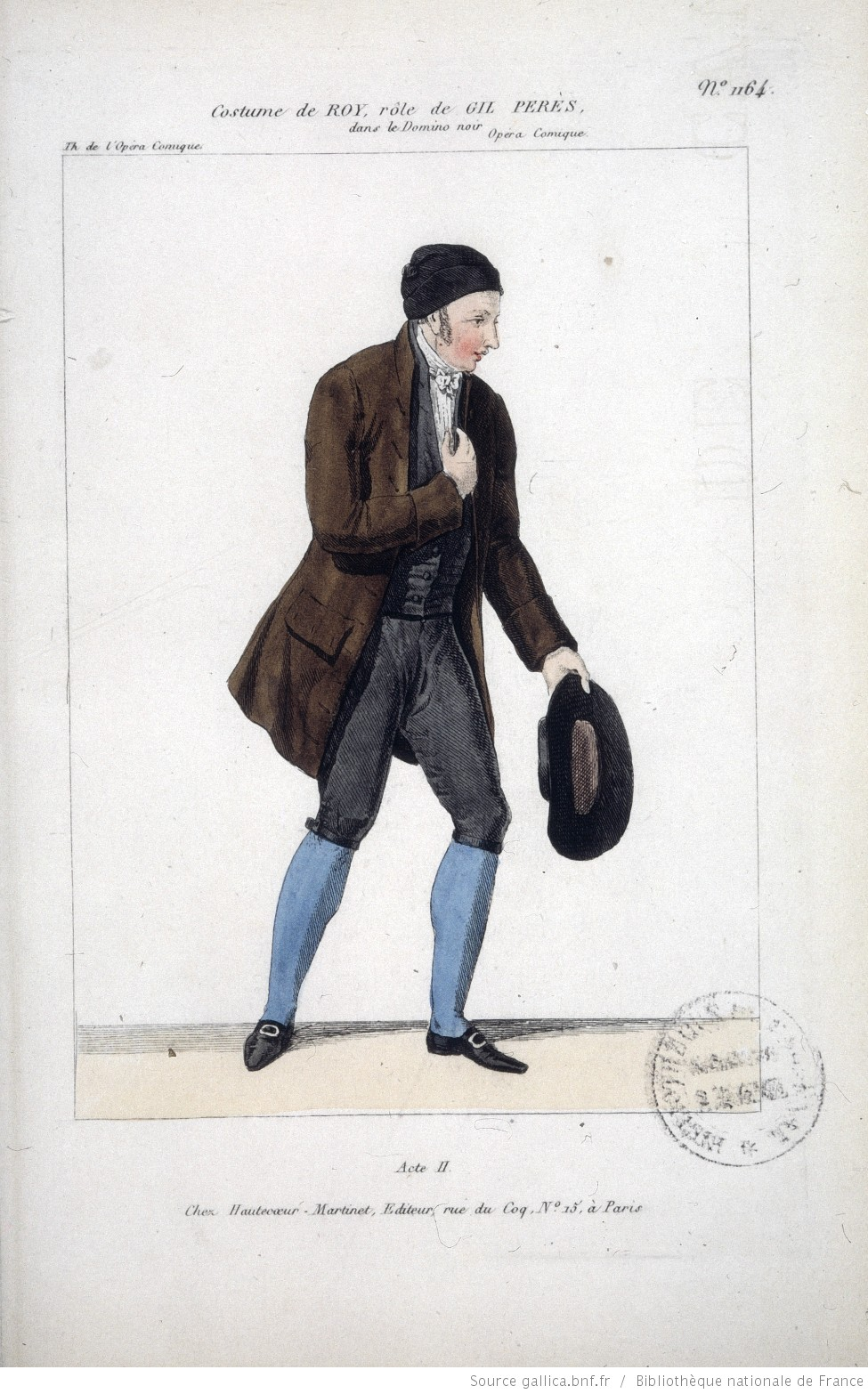
Gil Perez

## Discographie
- Le Domino noir (1950) : Janine Micheau, Joseph Peyron, Liliane Berthon, Jules Gressier (Chef d'orchestre). (Opéra d’Oro, 2010)
- Le Domino noir (1993) : Sumi Jo, Bruce Ford, Isabelle Vernet, Jules Bastin, London Voices, English Chamber Orchestra, dirigé par Richard Bonynge (Decca, 1995)
- Le Domino noir (1995) :  Théâtre impérial de Compiègne avec Michel Swierczewski (direction musicale), le Chœur du Théâtre français de la musique, l'Orchestre de Picardie (Opéra en DVD, 2009)